# Cardiff City Football Club 2012-2013
Questa pagina raccoglie i dati riguardanti il Cardiff City Football Club nelle competizioni ufficiali della stagione 2012-2013.

## Rosa
| N. |                          | Ruolo | Calciatore        |
| -- | ------------------------ | ----- | ----------------- |
| 1  | Scozia (bandiera)        | P     | David Marshall    |
| 2  | Scozia (bandiera)        | D     | Kevin McNaughton  |
| 3  | Inghilterra (bandiera)   | D     | Andrew Taylor     |
| 4  | Slovacchia (bandiera)    | C     | Filip Kiss        |
| 5  | Inghilterra (bandiera)   | D     | Mark Hudson       |
| 6  | Inghilterra (bandiera)   | D     | Ben Turner        |
| 7  | Inghilterra (bandiera)   | C     | Peter Whittingham |
| 8  | Scozia (bandiera)        | C     | Don Cowie         |
| 9  | Slovenia (bandiera)      | A     | Etien Velikonja   |
| 11 | Scozia (bandiera)        | C     | Craig Conway      |
| 12 | Inghilterra (bandiera)   | D     | Matthew Connolly  |
| 13 | Corea del Sud (bandiera) | C     | Kim Bo-Kyung      |
| 14 | Inghilterra (bandiera)   | C     | Thomas Smith      |
| 15 | Benin (bandiera)         | A     | Rudy Gestede      |
| 16 | Inghilterra (bandiera)   | C     | Craig Noone       |

| N. |                        | Ruolo | Calciatore       |
| -- | ---------------------- | ----- | ---------------- |
| 17 | Islanda (bandiera)     | C     | Aron Gunnarsson  |
| 18 | Inghilterra (bandiera) | C     | Jordon Mutch     |
| 19 | Inghilterra (bandiera) | C     | Kadeem Harris    |
| 20 | Irlanda (bandiera)     | A     | Joe Mason        |
| 21 | Inghilterra (bandiera) | C     | William Ralls    |
| 22 | Islanda (bandiera)     | A     | Heiðar Helguson  |
| 23 | Inghilterra (bandiera) | A     | Nicky Maynard    |
| 24 | Scozia (bandiera)      | D     | Simon Lappin     |
| 27 | Inghilterra (bandiera) | A     | Fraizer Campbell |
| 29 | Inghilterra (bandiera) | P     | Elliot Parish    |
| 31 | Inghilterra (bandiera) | D     | Ben Nugent       |
| 32 | Inghilterra (bandiera) | P     | Joe Lewis        |
| 37 | Irlanda (bandiera)     | C     | Stephen McPhail  |
| 39 | Galles (bandiera)      | A     | Craig Bellamy    |

### Staff tecnico
- Malky Mackay - Allenatore
- David Kerslake - Vice allenatore
- James Hollman - Allenatore portieri
- Leonard Noakes - Dottore
- Sean Connelly - Massaggiatore
- Richard Collinge - Preparatore atletico